# Trysimia albomaculata
Trysimia albomaculata är en skalbaggsart som först beskrevs av Schwarzer 1924.  Trysimia albomaculata ingår i släktet Trysimia och familjen långhorningar. Inga underarter finns listade i Catalogue of Life.